# Higi jezici
Higi jezici (Biu-Mandara A.3 jezici, Kamwe jezici), skupina biu-mandarskih jezika grpe A.3 iz Kameruna i Nigerija. Sastoji se od 4 jezika:
- bana [bcw] (Kamerun)
- hya [hya] (Kamerun)
- kamwe [hig] (Nigerija)
- psikye [kvj] (Kamerun)

## Vanjske poveznice
- Ethnologue (14th)
- Ethnologue (15th)